# Hsp90
Hsp90 est une classe de protéines chaperon jouant en temps normal un rôle de protection du bon repliement tridimensionnel des protéines animales ou végétales, notamment en condition de chocs thermiques (HSP signifie heat shock protein, 90 désignant sa masse moléculaire).
On soupçonne que sa déficience ou son inhibition lors de certaines situations de stress entrainerait une recrudescence de mutations non mendéliennes ou épigénétiques lorsque des espèces traversent des conditions difficiles. Cela est démontré chez la mouche drosophile.
Elle intervient également chez les mitochondries. On lui connaît deux formes nommées ⍺ et β (même article).
Elle joue aussi un rôle favorisant pour les cellules mutantes qui sont à l'origine de tumeurs et cancers.

## Découverte
Deux biologistes de l'université de Chicago, Suzanne Rutherford et Susan Lindquist ont exposé fin novembre 1998 l'hypothèse que l'HSP90 puisse jouer un grand rôle dans l'évolution. HSP90, lorsqu'elle aide au bon repliement des protéines, a un rôle de tampon, et aide à masquer les effets de mutations génétiques dormantes. En cas de déficience, lorsqu'elle est trop sollicitée, mais aussi en cas de suractivié, elle entraîne la protéine mal chaperonnée à exprimer ces mutations cachées, provoquant l'apparition d'un nouveau phénotype, sans modification initiale de l'ADN,,.

## Fonction
L’HSP90 assure que les protéines accomplissent leur travail même en présence d’« erreurs ». Ces HSP « chaperonnent » les protéines synthétisées :
- soit non encore repliées, après l'intervention de la protéine Hsp70 ;
- soit dont le bon repliement est affecté par les conditions de stress.

Le changement du repliement d'une protéine change en effet son activité.
La production des HSP augmente lors de toute élévation brutale de la température. L’HSP 90 protège les protéines se dépliant à la suite de ce choc, en les empêchant de s'agréger.
L’HSP90 est en temps normal abondante dans le cytoplasme des cellules. « Elle interagit avec de multiples protéines de signalisation cellulaire qu’elle stabilise. ».
La mutation du gène codant l’HSP90 provoque chez la mouche drosophile les effets suivants, de façon anarchique :
- yeux disparaissant, ou changeant de forme, de taille, de couleur ;
- modification de la forme ou taille des ailes, des pattes ;
- pilosité différente... .

Les mouches mutantes résultante restent presque toujours à la fois viables et fertiles. Elles produisent donc à la génération suivante une nouvelle génération mutante. Ces drosophiles de la seconde génération croisées avec des mouches disposant d’un gène codant une HSP90 saine et normale conservent la faculté de transmettre leurs caractéristiques à la troisième génération, caractéristiques qui deviennent donc indépendantes de cette protéine.

## Désactivation de HSP90 par certains pathogènes
On a qui résistent aux Pseudomonias pathogènes déclenchent un programme de suicide cellulaire en sa présence. Mais certains pathovars de pseudomonas semblent en mesure d'inhiber ce programme.[pas clair]
Des chercheurs américaine ont récemment (2019) a montré que certaines souches de la bactérie Pseudomonas syringae peu se déguiser pour tromper par le système système immunitaire de la plante qu'elle infecte et y désarmer la protéine HSP90, une protéine connue pour être essentielle parmi les moyens de défense des végétaux et de animaux (elle aide à assembler et configurer des molécules qui détectent l’invasion de pathogènes et combattent l’infection.). Pour cela Pseudomonas syringae sécrète une « protéine de virulence » baptisée HopBF1 qui imite les molécules végétales qui se lient à HSP90. HSP90 peut ainsi être désactivée par HopBF1, au détriment de l'immunité de la plante qui alors cesse de combattre la bactérie (en temps normal elle le fait par suicide cellulaire là où les cellules sont infectées).
Selon les auteurs de cette étude, mieux connaitre les composés désactivant HopBF1 pourraient aider à contrôler les agents pathogènes des cultures. De plus on sait aussi depuis le début des années 2000 que HSP90 favorise la croissance et la survie de beaucoup de types de cellules mutantes qui sont sources de tumoreurs ou cancers, ce qui laisse espérer qu'on pourrait un jour utiliser HopBF1 pour bloquer la croissance de ces tumeurs.